# Rocky Gale
Rocky Michael Gale (né le 22 février 1988 à Portland, Oregon, États-Unis) est un ancien receveur de la Ligue majeure de baseball.

## Carrière
Après avoir ignoré les Royals de Kansas City, qui le repêchent au 49e tour de sélection en 2006, Rocky Gale quitte son école secondaire pour joindre les Pilots de l'université de Portland, puis signe son premier contrat professionnel avec les Padres de San Diego, qui en font leur choix de 24e tour au repêchage de 2010.
Gale évolue 6 saisons en ligues mineures avant de faire ses débuts dans le baseball majeur. Il évolue aussi pour le Bite d'Adelaide durant la saison 2014-2015 de la Ligue australienne de baseball. Dans les mineures, le receveur Gale se démarque par ses habiletés défensives, bien que ses aptitudes pour l'attaque tardent à se révéler. À l'âge de 27 ans, il connaît en 2015 sa meilleure saison chez les professionnels, avec une moyenne au bâton de ,307 en 102 matchs des Chihuahuas d'El Paso, le club-école de niveau Triple-A des Padres de San Diego dans la Ligue de la côte du Pacifique.
Rocky Gale joue son premier match en Ligue majeure de baseball le 6 septembre 2015, lorsqu'il est frappeur suppléant pour les Padres de San Diego face aux Dodgers de Los Angeles. Il apparaît dans 11 matchs des Padres en fin de saison 2015 et frappe un coup sûr en 10 présences au bâton. Ce coup sûr, son premier au plus haut niveau, est réussi aux dépens du lanceur Corey Knebel des Brewers de Milwaukee le 30 septembre 2015.
Son père, Paul Gale, est un ancien entraîneur de baseball à l'université Corban (en) de Salem (Oregon) (à l'époque où elle s'appelait Western Baptist College) devenu dépisteur pour les Astros de Houston,,.